# Pałac Opalińskiego w Warszawie
Pałac Opalińskiego – nieistniejący pałac znajdujący się w latach 1770−1935/1936 przy ul. Nowy Świat 11/13  w Warszawie. Współcześnie na jego miejscu znajduje się część gmachu Banku Gospodarstwa Krajowego dobudowana po II wojnie światowej.

## Opis
Pałac został wzniesiony w latach 1762–1770 z inicjatywy Wojciecha Opalińskiego, wojewody sieradzkiego. Stanowił przykład późnobarokowej rezydencji miejskiej, pełniącej funkcje reprezentacyjne i mieszkalne dla arystokratycznej rodziny. Jego budowa miała na celu podkreślenie statusu oraz prestiżu rodu Opalińskich, ważnych przedstawicieli szlachty w drugiej połowie XVIII wieku. 
W roku 1818 pałac w słabym stanie technicznym trafił w ręce mieszczanina Mateusza Zrazowskiego, który go odrestaurował. Pałac został od niego odkupiony w roku 1819 w celu przekształcenia go w siedzibę Generalnej Dyrekcji Dróg i Mostów co odpowiadało narastającej potrzebie centralizacji zarządzania infrastrukturą drogową i mostową w Królestwie Polskim. W tym celu został on przebudowany w stylu klasycystycznym. Największej zmianie uległa elewacja od strony Nowego Światu aby lepiej zharmonizować ją z nowymi trendami architektonicznymi dominującymi w przestrzeni miejskiej. Kolejne modyfikacje miały miejsce w drugiej połowie XIX wieku, obejmując elewację północną. 
W XIX wieku przy ulicy Brackiej 14, w bezpośrednim sąsiedztwie pałacu, powstała nowa kamienica, która częściowo zabudowała przypałacowy ogród. Stanowiło to przykład postępującej intensyfikacji zabudowy miejskiej kosztem historycznych ogrodów rezydencjonalnych, co było konsekwencją rosnącej urbanizacji Warszawy. Około 1928 roku wyburzono oficyny łączące pałac z Nowym Światem, tworząc przestrzeń pod budowę gmachu Banku Gospodarstwa Krajowego.
Rozpadający się pałac Opalińskich został ostatecznie rozebrany około 1935−1936.